# اولریش فلایشهاور

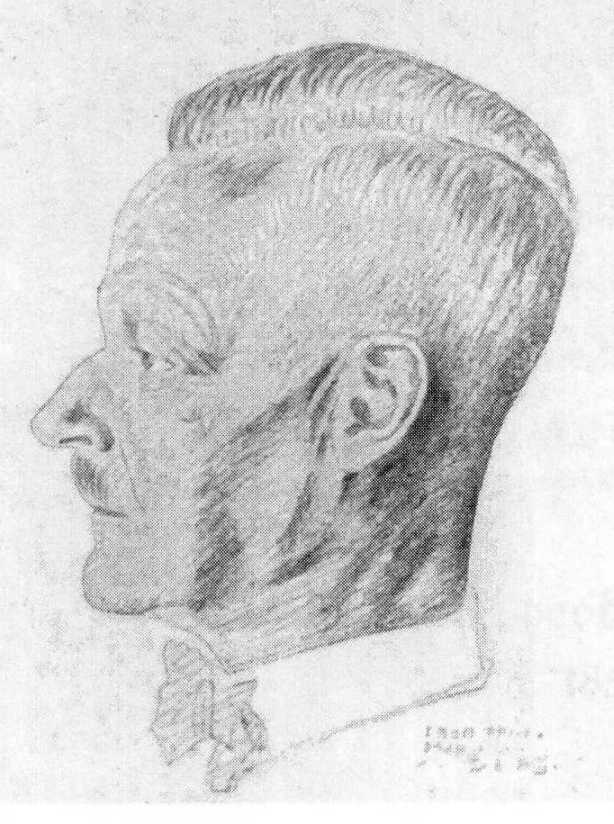
نگاره‌ٔ اولریش فلایشهاور، نویسنده و ناشر - ۱۹۳۷

اولریش فلایشهاور (آلمانی: Ulrich Fleischhauer) (با نامهای مستعار اولریش بودانگ، و اسرائیل فرایمن) نویسنده و ناشر یهودستیز بود که در مورد تئوری‌های توطئهٔ یهودی-فراماسونی و تلاش یهودیان برای کنترل دنیا مطلب می‌نوشت.

## زندگینامه
فلایشهاور در آلمان به دنیا آمد. او در ارتش آلمان خدمت کرد و به مقام کلنل رسید. بعد از اینکه در جنگ مجروح شد از ارتش کناره گرفت. بعد از ارتش فلایشهاور به دنبال کار دیگری بود. در این زمان بحثهای ملی‌گرایی آلمانی در آلمان رونق داشت. فلایشهاور به گروههای ملی‌گرای راست ملحق شد.
اولین نوشتارهای ضدیهودی فلایشهاور در آلمان در همین زمان منتشر شد. فلایشهاور ولت-دینست را پایه‌گذاری کرد که اخبار ضد یهودی پخش می‌کرد. مشترکان روزنامه او مطالب ضدیهودی و ضد کمونیستی دریافت می‌کردند.
فلایشهاور در سال ۱۹۳۴-۳۵ معروفیت بیشتری کسب کرد که در این زمان به سوئیس رفت تا وکیل مدافع در دادگاه برن باشد که مسئول پخش کتاب پروتکل بزرگان صهیون بود. در این زمان این کتاب یهودستیزانه در سوئیس پخش شده بود. در این زمان گروهی از یهودیان سوئیس به دادگاه رفته و با شکایت خود درخواست ممنوع شدن این کتاب را کردند. فلایشهاور تلاش زیادی برای دفاع از کتاب پروتکل بزرگان صهیون نمود. با وجود تلاشهای او دادگاه در سال ۱۹۳۵ علیه کتاب پروتکل رای داد. متهمان به دادگاه تجدید نظر شکایت کردند و دادگاه تجدید نظر رای به برائت آنان داد. دادگاه تجدید نظر گفت با اینکه پروتکل‌ها دروغ است، ولی چاپ آنها باید به عنوان نوشتار سیاسی آزاد باشد.
حضور در دادگاه روزنامه ولت-دینست را در تمامی دنیا مشهور کرد و بسیاری نوشتارهای آن ترجمه و در کشورهای دیگر پخش می‌شد.
در این سالها فلایشهاور کنفرانس سالیانه ضدیهودی و ضد فراماسونی برپا می‌کرد. ولت دینست در زمان جنگ جهانی دوم و حزب آلمان نازی فعال و پرطرفدار بود؛ ولیکن بعد از شکست آلمان فلایشهاور دستگیر شد و در اردوگاه کار نگهداری شد. در سال ۱۹۴۷ او آزاد شد و در نامه‌ای از رفتار قبلی خود و نوشتارهای خود نسبت به یهودیان عذرخواهی کرد. از این زمان او بازنشسته شد تا اینکه در سال ۱۹۶۰ درگذشت.